# Yaksusan
Yaksusan (koreanska: 약수산) är ett berg i Sydkorea.   Det ligger i provinsen Gangwon, i den norra delen av landet, 140 km öster om huvudstaden Seoul. Toppen på Yaksusan är 1 306 meter över havet, eller 261 meter över den omgivande terrängen. Bredden vid basen är 3,5 km. Yaksusan ingår i Odae-sanmaek.
Terrängen runt Yaksusan är huvudsakligen kuperad. Runt Yaksusan är det ganska tätbefolkat, med 62 invånare per kvadratkilometer. I omgivningarna runt Yaksusan växer i huvudsak blandskog.